# Diamonds de Darmstadt
Stade
Diamonds de Darmstadt (Darmstadt Diamonds) est un club allemand de football américain basé à Darmstadt. Ce club qui évolue au Stadion am Böllenfalltor fut fondé en 1985.
Les Diamonds jouèrent pour la première fois parmi l'élite nationale en 1990 après la conquête d'un titre de champion de D2 en 1989. Darmstadt est relégué en 1992 tombant même en D3 en 1997. Promu en D2 en 2000, les Diamonds accèdent en GFL depuis 2004.